# Maairobot

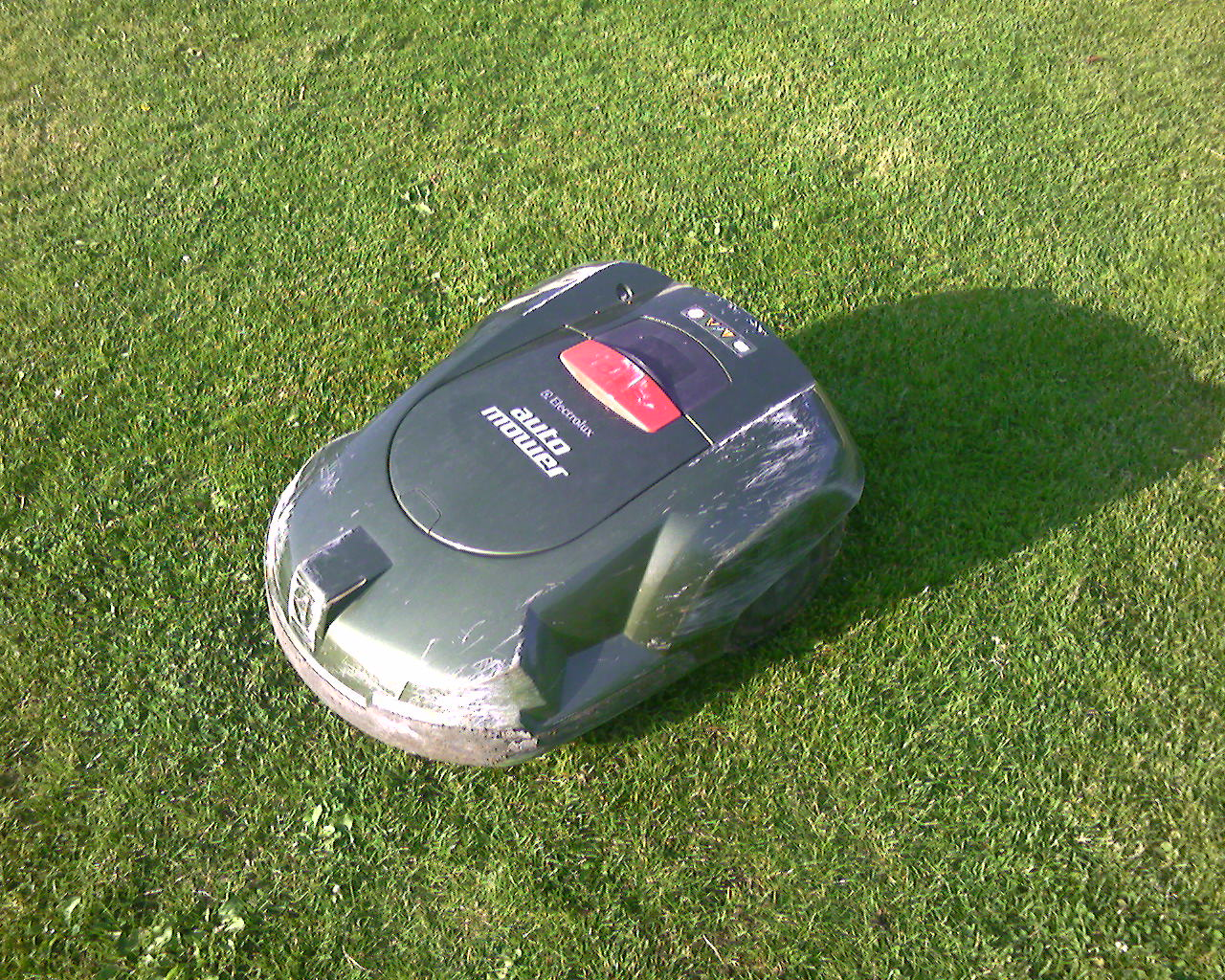
Een maairobot uit 2006.

Een gazonmaairobot (robotmaaier of maairobot) is een autonome robot die automatisch een gazon of grasveld kan maaien. Deze grasmaaiers worden niet op afstand bediend, maar maaien het vooraf bepaalde gebied zelfstandig. Ze zijn sinds midden jaren negentig op de markt verkrijgbaar, en werden na de stofzuigerrobots de eerste huisrobots die wijdverspreid zijn geworden in particuliere huishoudens. 
Afhankelijk van het model is een doorsnee maairobot ontworpen om een gebied van ongeveer 150 tot 20.000 m² gazon te beheren.
Deze robots worden steeds vaker uitgerust met complexe sensoren en software, waardoor de apparaten zichzelf onafhankelijk opladen, en regenbuien kunnen detecteren. Menselijke interactie is na de installatie van de machine gewoonlijk niet langer nodig. Met de opkomst van smartphones zijn in sommige modellen automatiseringsfuncties geïntegreerd die met behulp van een app kunnen worden geconfigureerd, en ook handmatig kunnen worden bediend. 

## Geschiedenis
Reeds in 1969 werd een patent aangevraagd voor een “autonoom aangedreven grasmaaier met willekeurige beweging”. Het apparaat woog 57kg, werd verkocht voor 800 dollar (5.600 dollar in 2020), had een autonomie van 3 uur en kon een gazon van 280m² onderhouden. In 1992 vroeg André Colens een patent aan voor een maairobot op zonne-energie.
Een van de eerste in de handel verkrijgbare toestellen was in 1998 de Automower G1 van Husqvarna/Electrolux. Deze robot kon zelfstandig terugkeren naar een laadstation om de batterijen op te laden, en was dus – afgezien van onderhoud – in staat om langere tijd voor het gazon te zorgen zonder menselijke interventie. 
In 2005 vertegenwoordigden maairobots de tweede grootste categorie van huisrobots. De markt is 15 keer zo groot als die voor conventionele grasmaaiers, en werd gedomineerd door Husqvarna/Electrolux. Intussen is er concurrentie opgekomen van onder meer de Israëlische Robomow ('Friendly Robotics'), het Duitse Gardena en Stihl. 
Net als op veel andere technische gebieden bestaan ook in de robotmaaier-sector open source-projecten waarmee zelfbouwers aan de slag kunnen.

## Werking

### Messen
Grasmaaierrobots werken bijna uitsluitend op batterijen en knippen het gras met scherpe messen. Het zijn mulchmaaiers omdat ze het gras zo fijn maaien dat er geen resten hoeven te worden verzameld en voedingsstoffen worden teruggegeven aan de bodem (mulching). Dergelijke maaiers zijn zwakker dan conventionele grasmaaiers, en dus niet geschikt voor gazons met hoog gras. Mede daarom moet de robot ook frequenter en langduriger maaien dan de klassieke grasmaaier. Sommige robots hebben sensoren die proberen om de gazonhoogte te bepalen en vervolgens de draaisnelheid of maaiduur aanpassen. 

### Aandrijving
De aandrijving gebeurt doorgaans met twee afzonderlijk gemotoriseerde en controleerbare wielen, die zowel rijden als sturen, dit laatste doordat de rotatiesnelheid van elk wiel afzonderlijk bepaald wordt. De robots kunnen dan ook ter plaatse draaien. Sommige modellen hebben bovendien een centraal gemonteerd balwiel. Sinds 2019 zijn er ook robots met vierwielaandrijving voor bijzonder steil terrein. Deze robots kunnen hellingen tot 70% aan, terwijl de gewone exemplaren functioneren tot maximaal ongeveer 35%.

### Begrenzing en routes
Het te maaien terrein wordt meestal omgeven door een draadlus, de zogenaamde grensdraad of begrenzingsdraad. Deze lus zendt een signaal uit dat de sensoren in de maairobot oppikken bij het benaderen van de draad. Hierdoor blijft deze in een duidelijk afgebakend gebied, waarbinnen de robot zich vrij willekeurig beweegt.  Afhankelijk van de fabrikant worden verschillende strategieën gevolgd, zoals spiraalvormige routes, verandering van richting na een bepaalde tijd of gewoon rechte rit totdat de grensdraad opnieuw wordt bereikt en vervolgens omkering onder een willekeurige hoek. De detectie van de grensdraad is niet altijd 100 procent betrouwbaar. Daarom bevelen veel fabrikanten aan om bijzonder kritieke gebieden zoals vijvers of zwembaden bovendien te voorzien van een rand die hoog genoeg is (bijvoorbeeld 15cm) om de schoksensoren van de maaier te activeren. Op deze manier wordt voorkomen dat de maaier in het water terecht kan komen, wat voor de maaier funest is. Deze kan dan kapotgaan.
Om de gazonrobot naar afgelegen stroken gazon te leiden, kunnen zoekdraden worden gebruikt. In bepaalde gevallen kunnen onsamenhangende oppervlakken gemaaid worden door de robot te programmeren om een zoekdraad te volgen naar een tweede oppervlak, al dan niet bij elke maaibeurt. En wanneer de zoekdraad is ingegraven, kan de maairobot zelfs grotere afstanden afleggen over verharde paden of terrassen om zo bij een tweede grasveld te komen.
Als alternatief voor het gebruik van een grensdraad zijn er de laatste jaren ook modellen, die proberen met capacitieve sensoren te detecteren of ze zich boven een gazon bevinden of niet. De tuin moet dan wel aangelegd zijn met duidelijke scheidingen tussen gazons en andere vegetatiezones zoals bloemperken.
Ook zijn er nu meer en meer modellen die gebruik maken van een RTK systeem, ook referentiële GPS genoemd. Hierbij hebben zowel de robot als het referentiestation een GPS. Het vaste referentiestation stuurt daarbij permanent een signaal naar de robot om de foutmarge van de GPS te corrigeren. Deze robotten hebben geen begeleidingsdraad meer nodig, maar hebben soms last van signaalverlies, door hoge bomen of door te dicht bij muren te komen. Vb Segway Navimow.
Een andere manier om de begrenzingdraad te vermijden bestaat uit het plaatsen van radiobakens, die in zekere zin een eigen GPS signaal genereren, al dan niet bijgestaan door het GPS systeem. Vb Ecovacs Goat 1.

### Hindernissen
Obstakels worden onafhankelijk gedetecteerd door schoksensoren, echografie of artificiële intelligentie. Daarnaast kunnen bloembedden en vijvers ook worden vermeden met behulp van de grensdraad of AI. Obstakels die zo laag zijn dat ze worden overreden, door de conventionele robots, zijn wel problematisch. Het gaat dan bijvoorbeeld om kleinere stenen, schoenen, speelgoed of achtergelaten kledingstukken.

### Laadstation
Vrijwel alle modellen die momenteel op de markt zijn, kunnen zichzelf onafhankelijk stallen en opladen. Vele modellen zoeken naar de grensdraad en volgen deze tot zij aan het laadstation komen. Ook de grensdraad wordt meestal van hieruit gevoed. Hier rijden de robots tegen de laadcontacten aan, en schakelen zich vervolgens uit voor de duur van de lading. Sommige modellen bieden extra zoekdraden die naar het laadstation leiden. Ze volgen de zoekdraad niet direct, maar rijden in een willekeurige baan naast de zoekdraad om sporen in het gazon te vermijden. Bovendien zendt het laadstation zelf een signaal uit dat de robot opvangt wanneer deze zich dicht bij het station bevindt.

## Beveiliging
Maairobots zijn vaak uitgerust met extra sensoren, bijvoorbeeld om te stoppen wanneer het toestel dreigt te kantelen, om de batterijtemperatuur te controleren, of het maaien te onderbreken in de regen. Toch stelden de Duitse consumentenorganisatie Stiftung Warentest en de Belgische Test Aankoop zich vragen bij de veiligheid van sommige apparaten: bij testen bleken dan bijvoorbeeld kindervoetjes of een plat uitgestrekte hand niet, of niet snel genoeg herkend te worden. Enkele fabrikanten trachten dit risico te beperken door hun toestellen te voorzien van artificiële intelligentie. Ook kleine dieren lopen gevaar, vooral als de apparaten 's nachts of in de schemering worden gebruikt. Natuurverenigingen roepen daarom op de apparaten niet ‘s nachts te laten maaien.

## Nadelen
- Niet elke tuinvorm is geschikt voor maairobots. Veelhoekige gazons met meerdere knelpunten (doorgangen van minder dan 1,20 m) veroorzaken soms problemen. Ook ongelijke en sterk hellende oppervlakken zijn problematisch.
- Het gazon moet altijd vrij zijn van allerlei voorwerpen die door de robot kunnen worden overreden (takken, grotere dennenappels, kleding, grotere stenen, speelgoed, dekens of platte kussens, kabels, gereedschap, tuinslangen). Voorwerpen die hoger zijn dan ongeveer 15 centimeter zijn meestal geen probleem.
- De installatie van de begrenzingsdraad kan in complexe tuinen voor hoofdbrekens zorgen.
- Hoewel maairobots aanzienlijk stiller zijn dan normale grasmaaiers, kan er toch geluidsoverlast ontstaan vanwege de langere maaitijd op ongewone uren.
- Maairobots zijn ontworpen om regelmatig te maaien op goed onderhouden grasvelden. Dat leidt tot een relatief kort, dicht, gelijkmatig gazon. Biodiversiteit in flora en fauna, zoals in een bloemenweide, met een habitat voor insecten, wordt onderdrukt.
- Het principe van mulchmaaien kan ook nadelen veroorzaken.
- Gezien robotmaaiers zonder toezicht werken en scherpe messen aan boord hebben, moeten deze (in de meeste landen wettelijk) op een redelijke afstand van de rand staan, kwestie van kindervoetjes te beschermen. Hierdoor blijft vaak een ongemaaide rand over, die handmatig moet gemaaid worden. Dit kan grotendeels vermeden worden door het terras op gelijke hoogte met het gazon aan te leggen, zodat de robotmaaier over het terras kaan gaan of door planten te voorzien aan de gazonrand, die meegeven als de robotmaaier er tegen of onder rijdt.
- Conventionele maairobots kunnen kleinere dieren zoals egels en hagedissen verwonden of doden. Dit gevaar is groter ‘s nachts, en bij gebruik zonder toezicht.

## Externe link

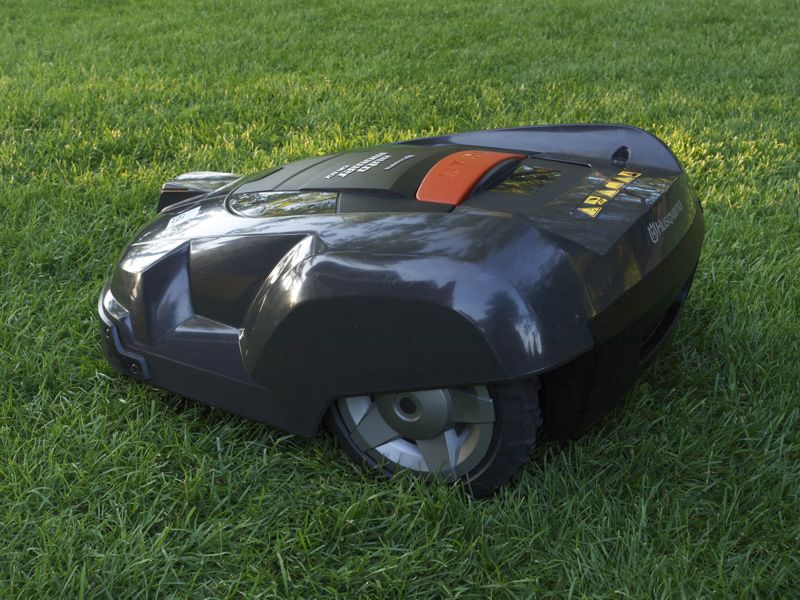
Husqvarna Automower 230ACX (2009)
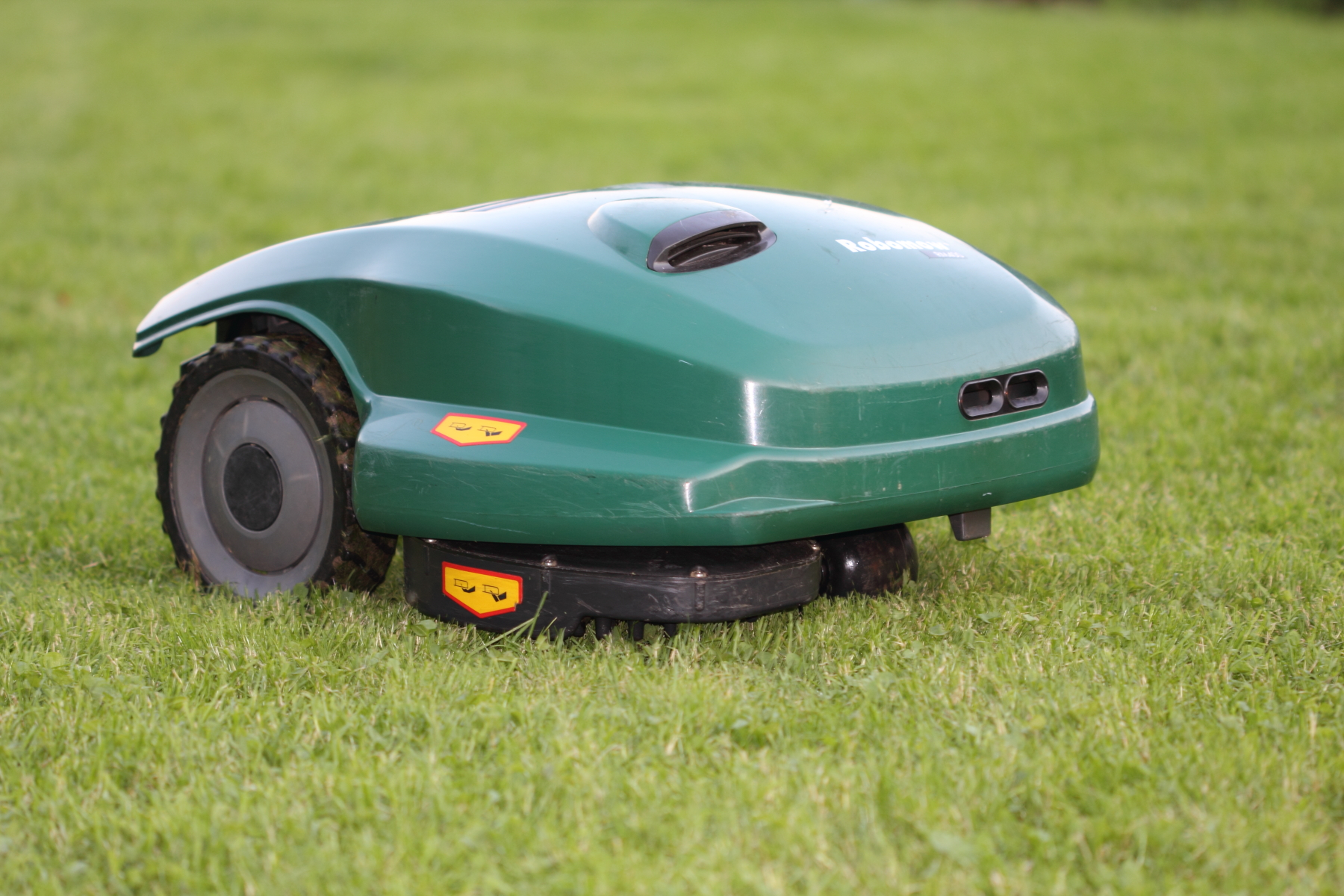
Robomow Automower HC1 (2011)
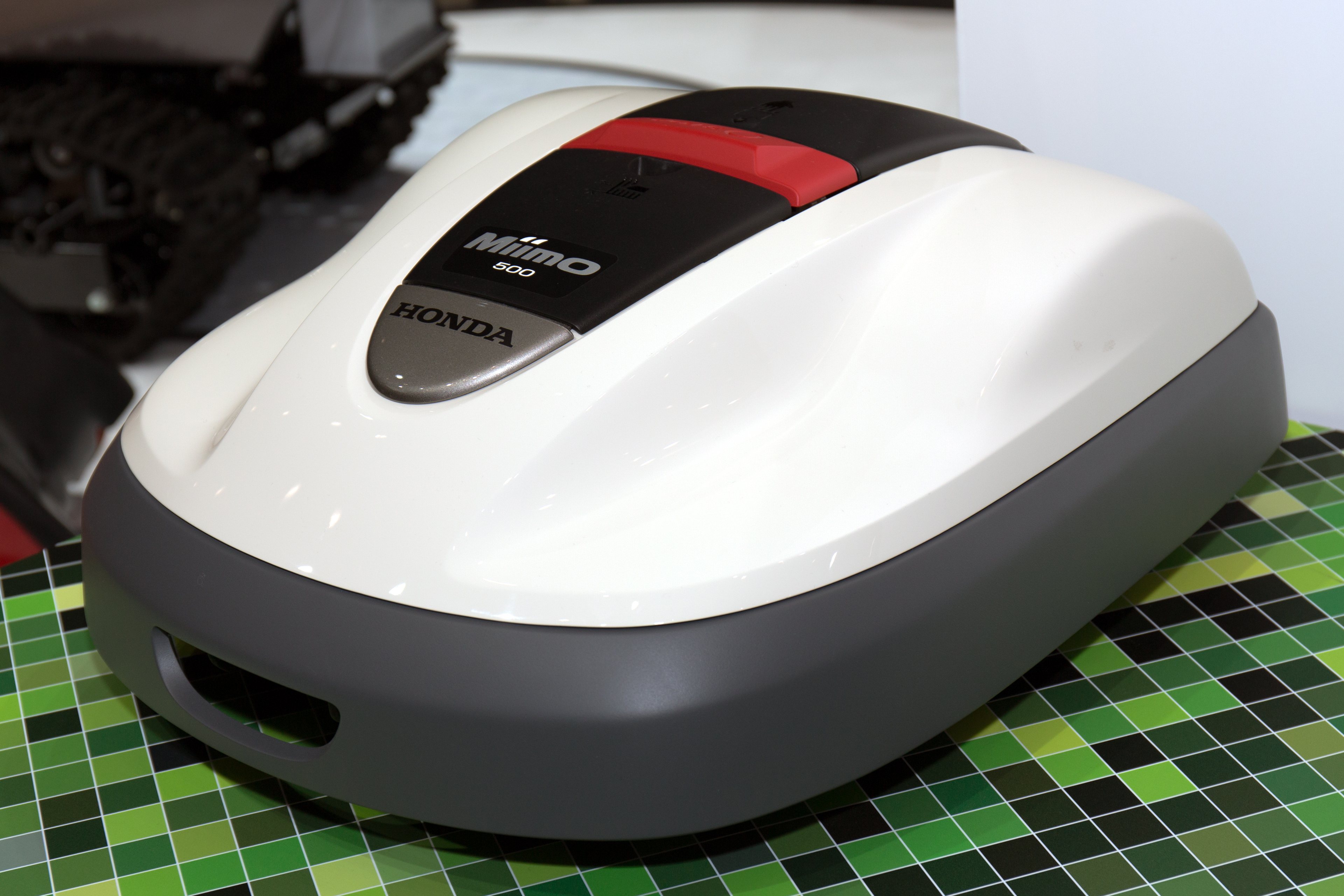
Honda Miimo 500 (2013)
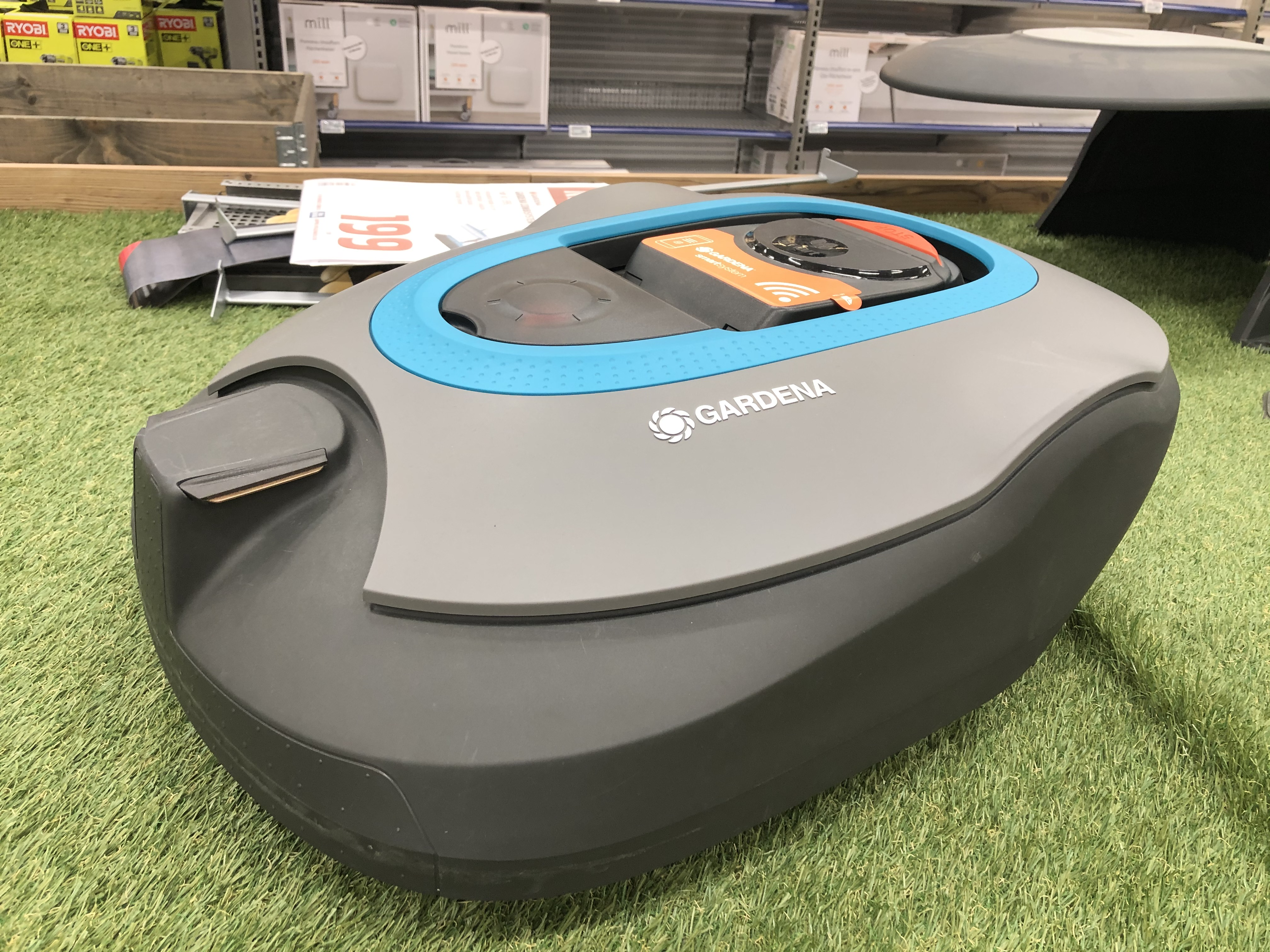
Gardena Sileno City (2020)
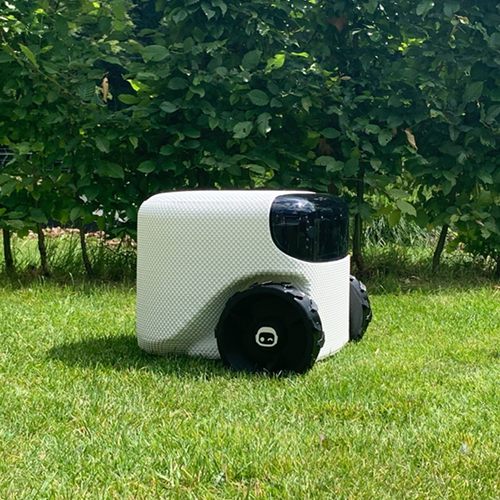
Toadi maairobot (2020)